# Hoplasoma ceylonensis
Hoplasoma ceylonensis là một loài bọ cánh cứng trong họ Chrysomelidae. Loài này được Jacoby miêu tả khoa học năm 1886.